# ハウステンボス
ハウステンボス（蘭: Huis Ten Bosch）は、長崎県佐世保市にあるテーマパーク。略称は「HTB」、テンボス。オランダの街並みを再現し、ヨーロッパ全体をテーマとしている。東京ディズニーリゾートの1.5倍の敷地面積で、単独テーマパークとしては日本最大。ドラマ・映画・CMなどのロケ地としても使われている。佐世保市の町にもなっており、所在地の住所は「佐世保市ハウステンボス町1-1」。

## 概要

### 名称について
「ハウステンボス」（Huis Ten Bosch）は、オランダ語で「森の家」。「Huis」が「家」、「Ten」が「の」あるいは「〜にある」、「Bosch」が「森」である。オランダのベアトリクス王女が住む宮殿の一つ、ハウステンボス宮殿（Paleis Huis ten Bosch）を再現した事から名付けられた。オランダ語の慣用例に基づいた「Huis Ten Bosch」のカナ転写は「ハウス・テン・ボス」である。現代のオランダ語では「bosch」という言葉は「bos」として書かれ、「ten」という場所を示す文法的な表現 (te + den) は古くからある慣用表現に限られる。

### プロジェクトの概要
大村湾北端に面した佐世保市針尾島の早岐瀬戸に接する部分に位置し、総開発面積は152ヘクタール（46万1千坪）。現在の東京ディズニーリゾート（ディズニーランド＋ディズニーシー）とほぼ同規模。単独テーマパークとして、連続した敷地面積では、群を抜いて日本最大である。
テーマパークの一形態ではあるが、ひとつの街として造るというコンセプトに基づいているため、舞台裏と呼べる部分がない。そのため、宅配業者などが行う店舗への物品搬入や、ホテルのリネン類補給のためのサービス車両は、全てハウステンボスの街中を走り建物脇に堂々と停車・駐車している。普通に宅配便の車が走っており、これによってハウステンボスの街並みに現実感が備わるとともに、こうした車両を、クラシックデザインの導入や、原色系に統一したテーマカラーで彩ることで、街並みのアクセントとして積極的に機能させている。
開園当初の構内車両には、日産自動車や富士重工業が開発したオリジナルのクラシック架装が施してあるほか、トヨタ・クラシックなどのクラシックデザインの車両なども使われている。ハウステンボス向け特注車両がもとになって市販化された車が、スバルサンバー・クラシックである。
なお、開業までの詳細な経緯は、創業者である神近義邦の著書「ハウステンボスの挑戦」（講談社、1994年1月、ISBN 4062064073）に記述されている。
現在のハウステンボス敷地の大部分は、江戸時代に干拓された水田地跡である。太平洋戦争時に軍に接収されたのち、ごく短期間、広島県江田島の海軍兵学校針尾分校が置かれた。大戦終結後には、厚生省佐世保引揚援護局が置かれ、針尾島西部の浦頭港に帰着した船舶から上陸した引揚者は、ここまでを徒歩で移動し、休息救護を受けた歴史がある。この地で休息後、もよりの国鉄南風崎駅から故郷への帰宅の途についた。引揚援護局閉鎖後は、陸上自衛隊針尾駐屯地を経て、その後長崎県に払い下げられた。県は、針尾工業団地として造成を行ったが、工業用水供給の問題などから企業誘致が進まず、手つかずのままだった。議会で毎回のように批判を浴び頭を悩ませていた県は、大村湾西岸でテーマパーク運営で成功していた長崎オランダ村に注目。長崎オランダ村株式会社（当時）も、長崎オランダ村付近の交通渋滞が著しかったことなどから、駐車場としての購入を希望した。しかし、神近はアジアのリゾート観光拠点を創り上げる新たな構想をねり上げ、オランダ村を発展的に大規模に拡大した施設を新たに建設した。完成後、商号変更を行い、現在のハウステンボス（ハウステンボス株式会社）に至る。

### イメージづくり
計画の設計は、日本設計が行い、オランダ村の設計も手がけた池田武邦が再び行なった。オランダ400年の国づくりに学びながら、現在の時代を先取りする環境都市となっていく生活ストーリーを作り、「人と自然が共存する新しい街」「自然の息づかいを肌で感じることのできる新しい空間」を目指してつくられた。ユトレヒト地区を最古の市街部に見立て、ビネンスタッド、ニュースタッドと入園口方向へと新しく都市が広がっていく形の構造となっている。
各地区毎にオランダの文化と豊かな自然が息づかせ、ハウステンボスで生活する人々や訪れる人々につかの間の余暇と、本格的な充実したリゾートライフを提供することを目指している。どの地区でも、施設や街の紋章までもがオランダ政府の協力や助言のもとにオランダに実在する建物を忠実に再現する方法で造られており、建物に付属の石像もオランダの文化財修復家が製作に当たっている。車道はピンコロの石畳とし、歩道や横断歩道にまで様々な色彩のレンガが使われた。このようなレンガ基調の街並に、ウッドデッキなど木材を配して落ち着ける空間を提供し、さらに、そこに植物を植え込んで充足感を抱けるように工夫されている。特に最奥部に建てられたパレスハウステンボスは、オランダ王室の宮殿を写したもので、王室の許しを得て忠実な再現が行われている。宮殿最上部に置かれた王冠は、オランダの企業グループより贈呈を受けたもので、日蘭両国の友好の象徴である。このパレスハウステンボス宮殿は、庭園の設定にも、これからの友好関係の発展を願う、希望を込めたストーリーが隠されている。
町名としては、1991年（平成3年）6月16日に「佐世保市ハウステンボス町（まち）」に変更された。施設の側を通る県道にも長崎県道141号ハウステンボス線の名称が付されている。
なお、母体となった長崎オランダ村は、2001年10月まで西彼町の元の場所でしばらく営業を続けていたが、閉園後、2003年に西彼町に売却された。現在、西彼町は、町村合併によって西海市になっている。オランダ村跡地はハウステンボスの南方、27kmの所に現存している。2010年5月より施設の一部が西海市西彼支所として活用されている。

### 土壌の改良
長崎オランダ村株式会社が買い上げた土地は、敷地のほぼ全域がヘドロで埋め立てられており、雨が降ると地面に染みこまずに巨大な水溜りになり、乾燥するとひび割れを起こした。砕石されずに投棄された2m近い岩塊が次々とでてくる有様だった。一面、背の高い草に覆われ、樹木は生えていない状況だった。まずは草木が失われていた土地を土壌改良して樹木林を形成させることからスタート。土地購入費以上の投資をして土地を掘削し、堆肥を混入する有機的な方法で土壌改良を実施した。東京農業大学関連の学術研究者による綿密な周辺調査に基づいて植栽を行い、約40万本の樹木と30万本の花を植えた。

### 運河の掘削
水田だった頃には、塩害防止用のクリークが張られていたが、ハウステンボス建設時にはすでに埋められていた。ハウステンボス建設では、これとは別に、城塞部を囲むように新たに運河が掘削された。運河は全長6,000m。水深2.5m、幅20〜30m。水際は、動植物に対し自然の生態系がなだらかに形成されるように、接水部分に砕石や土、木を利用した。運河護岸はコンクリート壁を使わず、石積みとしている。ハウステンボスでは親水護岸と呼んでいる。白鳥などの水鳥も、運河から容易に陸部に上がり、営巣している姿が見られる。また、魚類の姿もよく観察できる。
また、運河の海水は大村湾の干満の潮位差を利用して入れ替える他、要所要所に設置した水中ポンプで強制循環させて澱ませないように管理している。園内には水処理施設が建設され、ここで汚水や排水を高度浄水処理し、中水道として草木に散水、または土壌浸透させて、自然に運河に戻すという方法をとっている。その徹底した環境への配慮により、大村湾の水質よりもハウステンボスから湾に戻される海水のほうが水質が良いと言われている。

## 営業状況

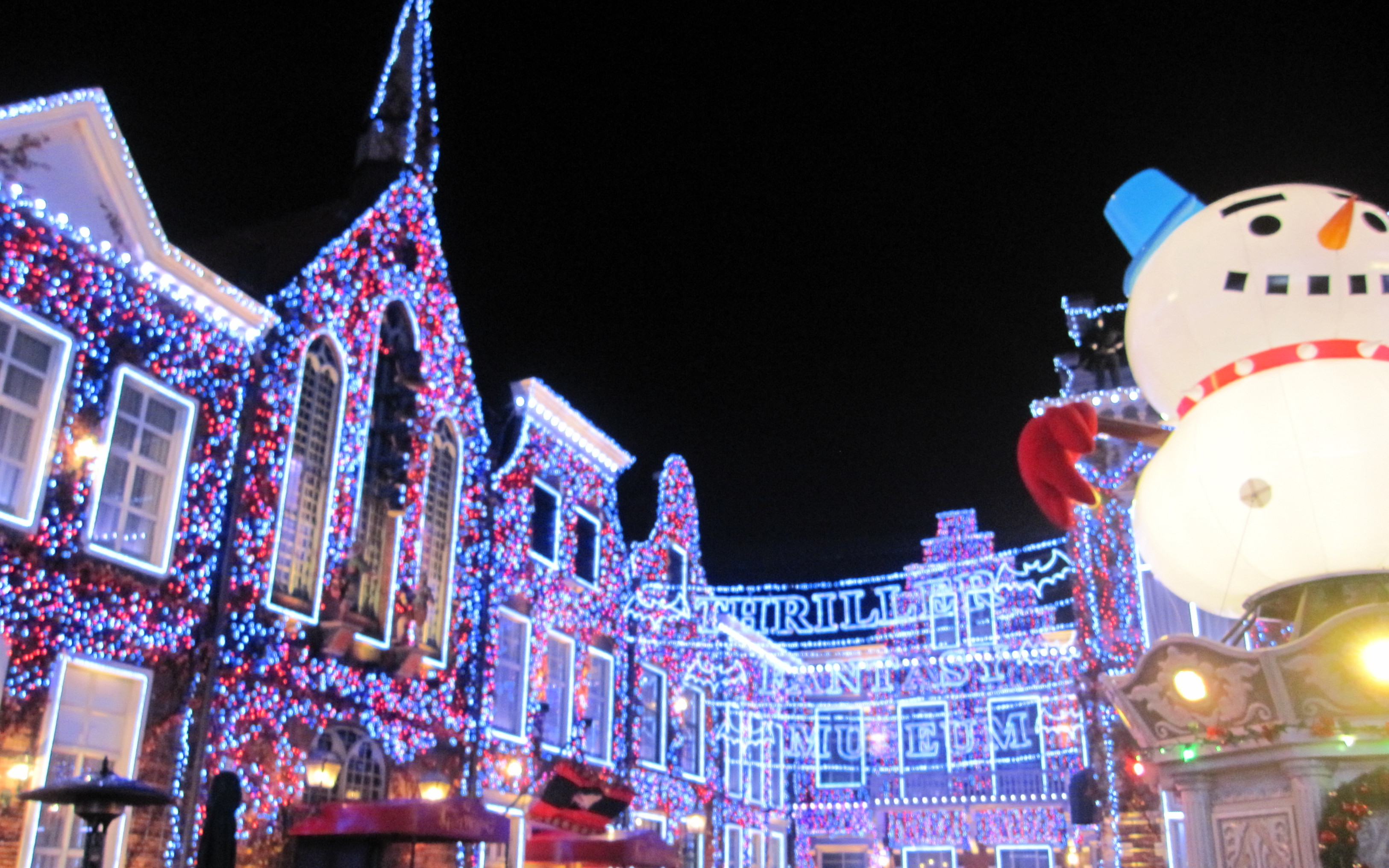
2010年以降は冬季のイルミネーションに注力し集客を試みた

建設などにかかった初期投資費用は総額2千数百億円といわれる。総合保養地域整備法（リゾート法）の適用も受けている。
ハウステンボス自体の入場者は1996年度には380万人を記録したが、2001年度の入場者は293万人まで減少、2003年には、初期投資の負債2,289億円を解消できず、会社更生法の適用を申請して破綻に追い込まれた（改正会社更生法の第1号適用）。メインバンクであった都市銀行の統合合併を前に、融資先から一斉に債務処理を迫られる事態となったためである。これによって、ハウステンボスカントリークラブ ジャックニクラウスコース、ハウステンボス商事、長崎バイオパークなどの関連会社とともに、十八銀行や長崎バスなど、出資していた地元企業も経営に打撃を被っている。2000年代後半には入場者が激減してゴーストタウン化していた。
野村プリンシパル・ファイナンスをスポンサーとする更生計画案が認可されて以来、他のテーマパーク同様、韓国や台湾、中華人民共和国、香港等の近隣諸国からの来場者が増えた。しかし、2008年に起こった世界金融危機の影響を受けて、近隣諸国からの来場者、国内顧客共に減少し、大規模なリストラ策を発表するなど経営再建が厳しくなった。このような経営状態の悪化により、野村プリンシパル・ファイナンスは2010年3月をもって支援から手を引くことになった。
2010年4月からはエイチ・アイ・エス（H.I.S.）が中心となる新たな経営再建が開始され、澤田秀雄が社長に就任した。澤田は当初旅行代理店業のH.I.S.が経営そのものに関与するのを否定的に考えており、支援はするものの経営には関与しない方針であったが、九州財界からの度重なる要請に応えて社長に就任した。澤田は金融機関と交渉により当時残っていた60億円の債務の8割の債権放棄を受け、残債務も九州財界から出資金で弁済し、債務ゼロの状態で経営を開始した。佐世保市から固定資産税納付額に相当する再生支援交付金を10年間受け取る約束も結んだ。2010年3月13日に西日本鉄道（西鉄）が出資に参加することを表明し、西鉄の他、九州電力、九電工、西部ガス、九州旅客鉄道（JR九州）もハウステンボスに出資することを表明した。H.I.S.の傘下に入っての事業再建を始めて初の決算で、「開業以来初の営業黒字に転換しました」と公表した。
また、コスト削減や利用者増のため、2010年4月にハウステンボス敷地の南側1/3を切り離して、フリーゾーン（無料で入れる領域）とした。フリーゾーンとの境界には新たに「南門」を設けて、フリーゾーンには他企業の参入も許し、ベンチャー企業による「英語専用店舗」などのユニークな施設も建設された。また、隣接して所有していたヨットハーバーである「ハウステンボスマリーナ」を2011年4月に手放し、長崎県に譲渡した。
なお、前述のフリーゾーンは2015年5月1日以降準有料化となっている。
ただし当日有効のハウステンボスの入場券所持の場合とホテルヨーロッパ・フォレストヴィラ・ウォーターマークホテル長崎の宿泊者はフリーゾーンの入場料金は不要となる。
またフリーゾーンは2015年7月18日以降ハーバーゾーンに名称変更された。
2015年にはオペレーティングロボットを採用する変なホテルをオープンさせ、科学技術に興味を持つ若者育成に力を入れている。2019年10月1日からハーバーゾーンは花火開催時を除き入場無料化となる。
2018年12月3日、ハウステンボスは中国の投資会社復星集団から2割超の出資を受ける方針を表明。中国人観光客の受け入れ増なども視野に入れた提携話であったが、2019年2月に破談となっている。
2019年5月21日、代表取締役社長を坂口克彦へ交代。前任のカリスマ経営から組織経営の転換を目指し、入場料金の見直しなどを図る。2019年10月1日からはシニアや妊婦、幼児連れなどを対象とした新区分「おもいやりパスポート」を導入。
2022年9月30日、エイチ・アイ・エス（HIS）は子会社ハウステンボスの全株式を香港の投資会社PAGに666億6000万円で売却した
。

## 沿革
- 1988年
  - 10月 環境整備土木工事着工[13]
- 1990年
  - 2月 建築工事着工[13]
- 1992年
  - 1月 工事完了[13]
  - 3月25日 開業[1]。
  - 12月26日 - 29日 マイケル・ジャクソン、プライベートで来園[14]。
- 1993年
  - 3月7日 「ホライゾン・アドベンチャー」オープン。
  - 9月7日 - 9日 マイケル・ジャクソン、再びプライベートで来園[14]。
- 1994年
  - 3月25日 開業2周年記念として、ジャネット・ジャクソンの野外ライブ開催。
- 1996年
  - 7月 「世界・焱の博覧会[注釈 4]」のサテライト会場となる。
- 1997年
  - 10月10日 「テディベアキングダム」オープン。
- 1998年
  - 7月18日 「ノアの劇場:エコロジア」リニューアルオープン。
- 2000年
  - 6月 業績不振のため経営支援と引き替えに、創業者の神近義邦が代表取締役社長を辞任。
- 2002年
  - 7月20日 「フライト・オブ・ワンダー」「キッズ・ファクトリー」オープン。（フライト・オブ・ワンダーは“ワンピースライドクルーズ”にリニューアル、キッズファクトリーは“チャイルドキングダム”に移行、いずれも運営終了）
- 2003年
  - 2月26日 長崎地方裁判所佐世保支部に会社更生法の適用を申請し、経営破綻した。負債総額はおよそ2,289億円。営業は継続し、従業員の雇用も確保するとした[15]。
  - 7月 - 11月 JR西日本との企画「名探偵コナンハウステンボスミステリーツアー」を開催。
  - 9月 支援企業が野村プリンシパル・ファイナンス（野村ホールディングスのベンチャーキャピタル）に決定。
- 2004年
  - 3月 2014年までの更生計画案を提出。
  - 4月24日 リニューアルオープン。
- 2005年
  - 7月30日 「The Life Spa RIN」オープン。
- 2006年
  - 7月22日 愛知万博の人気パビリオンだった「三菱未来館＠earth（アット・アース）もしも月がなかったら」を譲り受け、園内の新アミューズメント施設「IFXシアター Kirara（キララ）」としてオープン。
  - 10月 チャペル「ホワイトシンフォニー」を園内の港地区（ホテル・デンハーグとパレスハウステンボスの間）にオープン。
- 2007年
  - 3月25日 「グランオデッセイ」[注釈 5]を開業
  - 4月28日 旧アニメワールドで、脚本家市川森一原作のハウステンボスを舞台にした絵本「コムタチン・コムタチン」を5月27日まで上映。（終了）
  - 7月28日 「コムタチン・コムタチン・ミュージアム」開業。（終了）
- 2008年
  - 6月1日 年間パスポート「モーレンクラブ」の制度が料金改定のほか、ポイント電子化、場内ホテルの予約の簡便化など変更され、「ハウステンボス ファミリエ」となる。
  - 6月30日 大航海体験館を閉館。
- 2009年
  - 7月1日 ホテルデンハーグを一時休館。
  - 9月11日 - 13日 マイケル・ジャクソン追悼企画「Michael Jackson Memorial Event in HUIS TEN BOSCH 2009」開催。マイケル・ジャクソンが滞在した迎賓館の見学、「自宅に作りたい」と言うほど気に入っていたクリスタル・ドリームの臨時再演など。
- 2010年
  - 1月 エイチ・アイ・エス（H.I.S.）による支援が正式決定。
  - 4月6日 100%減資の後、H.I.S.と九州電力、西部ガス、九電工、JR九州、西日本鉄道の6社を割当先とする増資を行い、H.I.S.の子会社（67%出資）となる。H.I.S.会長の澤田秀雄がハウステンボス社長に就任。
  - 6月26日 マイケル・ジャクソン追悼ダンス集会開催[16]。
  - 7月15日 - 10月17日 「ONE PIECE メモリアルログ in ハウステンボス」開催。
  - 7月17日「ミュージアム・スタッド」が「スリラー・ファンタジー・ミュージアム」にリニューアルオープン。
  - 8月26日 「AKB48 DAY」開催。
  - 10月9日 - 17日 「ガーデニングワールドカップ2010ナガサキ」開催。
  - 11月1日 - 19日 イルミネーションイベント「光の街」開催。
  - 11月20日 - 2011年2月28日 イルミネーションイベント「光の王国」開催。
- 2011年
  - 2月11日 - 3月6日 イルミネーションイベント「光と闇の王国」テストオープン。
  - 2月11日 「日本の怪談屋敷」がオープン。
  - 4月29日 「5D MIRACLE TOUR」オープン。
  - 3月15日 - 6月12日 「花の王国」開催。
  - 3月19日 「ONE PIECE サウザンドサニー号クルーズ in ハウステンボス」運航開始。
  - 6月4日 - 7月10日 「初夏のハウステンボス」・「闇と光の王国」開催。
  - 7月15日 「ホテルデンハーグ」が「ウォーターマークホテル長崎・ハウステンボス」にリニューアルオープン
  - 7月16日
    - 「スリラー・ファンタジー・ミュージアム イルミネーション」が2011年セカンドバージョンにリニューアル。
    - 「メロディ・イン・ザ・ダーク〜オルヘル・ハウス〜」がリニューアル。
    - 「スリラー・ファンタジー・ゲームセンター」がオープン。

  - 11月25日 フリースラント地区旧ホースランドに「白い観覧車」がオープン。
  - 12月1日 「ヘルスケアリゾートTHE SOARA」オープン。
- 2012年
  - 3月3日 日本一長い300mのジップライン「シューティングスター」と高さ9mの「天空の城」が体験できる「アドベンチャーパーク」がオープン。
  - 3月17日 - 5月6日 「ドラゴンクエスト展 in ハウステンボス」開催。
  - 4月28日 日本初の拡張現実（AR）技術を使用したアトラクション「デジタルホラーハウス〜サバイバー・フロム・ザ・ゾンビラボ〜」がオープン。
  - 5月6日 ハウステンボス唯一のライドアトラクション、「フライト・オブワンダー」が「ONE PIECEライドクルーズ」にリニューアルのため閉館。
  - 7月14日
    - 「ONE PIECEライドクルーズ 〜FOR THE NEW WORLD〜 in ハウステンボス 」がフライト・オブ・ワンダー跡地にオープン。
    - メロディ・イン・ザ・ダークとゴースト・ウエディングがリニューアルして再登場。さらにMJワールドは「スリラーナイト カフェ&バー」として期間限定でオープン。（イルミネーションショーは初期バージョンと現存バージョンを交互に上演）

  - 7月29日 - 10月28日 日本初公開36作品「幻のゴッホ展 ―パリ時代のゴッホ、空白の2年間―」を開催。
  - 9月1日 20万個のクリスタルを使用したパレード、「クリスタルパレード」と「クリスタリア」がスタート。
  - 9月1日 「ヨーロピアンホラーナイト」を開催（「スリラーナイト」同時開催）。
  - 10月25日 第10回全国和牛能力共進会「和牛の祭典 in ながさき」がハウステンボス第1駐車場をメイン会場として、同月29日まで開催。
  - 11月23日 アートガーデン・白い観覧車横に3Dドームシアター「i-4」がオープン。
  - 12月29日 スリラーファンタジーミュージアム地区旧MJワールドに3Dサラウンド音響と体感ギミックを使用した「ザキャッスルオブザデッド」がオープン。
- 2013年
  - 1月1日 - 2月1日 第二章「光と炎の王国」開催
  - 1月27日 「全国ご当地キャラ大集合!inハウステンボス」にて141体のゆるキャラたちが5分間「ひげダンス」を踊り、3回目でギネス記録に認定された。
  - 2月2日 - 1月10日 第三章「光と炎と闇の王国」開催
  - 2月2日 アレキサンダー広場の特設ステージをニュースタッドに移設して、広場にカフェなどが登場。
  - 3月1日 アドベンチャーパークに5階建て巨大迷路「The Maze」（ザ・メイズ）がオープン。
  - 3月1日 新3Dマッピングショー「Glimpse into the Future」がスタート。
  - 3月2日 新アトラクションの「エクストリームインライン」が登場。
  - 3月2日 年間パスポート「ファミリエ」終了。新しく「ハウステンボスリゾート年間パスポート」が登場。
  - 3月23日
    - レイトン教授を生み出した「レベルファイブ」が初コラボ。場内でクイズラリーなどを実施。※キンダージムが「level5コラボミュージアム」になる
    - 6体の新マスコットキャラクターが誕生。「ドン・サンティ」と「ソラ・フルルン」と「キューコンズ」が誕生。運河船パレードなどを行った。

  - 4月28日 ボンボヤージュが「HTBハーバーシネマズ」にリニューアル。夏ごろまで映画館として営業を行った。
  - 6月1日 「もっとも長い花火の点火リレー」イベントでギネス記録に挑戦予定であったが、中止となった。
  - 6月29日 夏の光の王国開催。冬のイルミネーションとは違い、ライトアップを主に行った。
  - 7月13日
    - ハウステンボス歌劇団、結成・初公演[17]。劇団メンバーは宝塚歌劇団やOSK日本歌劇団のOGと、オーディションで選んだ女性で構成。
    - スリラーシティの旧フジテレビショップ跡地に「廃病院」をテーマにしたホスピタルホラー「監禁病棟」がオープン。
    - カプコンとハウステンボスがコラボレーション。「カプコンサマーフェスティバルinハウステンボス」を開催。
    - 「アドベンチャーパーク」に「メルヘンふしぎの森」が誕生。

  - 9月11日 - 10月15日 ハウステンボスで「オトメイト」のイベント「オトメイトin Huis Ten Bosch」を開催。
  - 9月14日 - 9月15日 ハウステンボスでドリフト走行のカッコよさで勝敗を決めるD1GP「D1GP NAGASAKI DRIFT inハウステンボス」を開催。
  - 9月22日 約2時間に渡る九州一花火大会を開催。24時まで営業。当日はカウントダウンを超える入場者数になった。
  - 9月28日 - 10月31日 ハウステンボスのハロウィーン。スリラーシティでホラーナイトパーティを開催した。
  - 10月12日 - 10月20日 ガーデニングワールドカップ2013を開催。
  - 10月12日 - 11月17日 「プラントハンター」西畠清順がプロデュースする「世界一周植物園」を開催。
  - 11月2日 - 3月30日 光の王国2013を開催。スリラーシティのイルミネーションがリニューアルし、プロジェクションマッピングを追加した「TFMスーパーイルミネーションショー 3D」、スケートリンクを活用した「リンクファンタジア」、ドムトールンをライトアップする「ドムトールン・スーパーカラーデコレーション」が新規導入された。
  - 11月9日 - 11月10日 第2回九州ご当地グルメ王者決定戦を開催。スイーツ部門も新たに登場。
- 2014年
  - 1月11日 250席の常設劇場ミューズホールで、ハウステンボス歌劇団がこけら落とし公演。2種類の演目を1日に4回公演[18]。
  - 3月1日 - 4月6日 大阪城3Dマッピングスーパーイルミネーションで使用していた「光のキューブ」が登場。
  - 3月1日 - 5月6日 旧HTBハーバーシネマズに期間限定アトラクション「GHOST BRAST」が登場。
  - 3月15日 - 5月6日 ふわふわランドがアドベンチャーパークに登場。
  - 4月26日 脱出成功率1%のミッション遂行型タイムトライアルゲーム、恐竜の森が誕生。
  - 5月3日 ヨーロピアンヴィレッジ誕生。
  - 5月12日、ハウステンボス歌劇学院が開校。第1期生14名が入学[19]。
  - 7月5日 ゲームの王国開催。ゲームの過去から未来まで体感できるゲームミュージアムや様々なイベントを展開。
  - 12月30日 - 5月6日 光と闇の王国の一環として「エイリアンバスターズ〜闇の宇宙船返奪還大作戦〜」を開催。
- 2015年
  - 1月18日 ミステリアス・エッシャーがクローズ。
  - 7月17日 変なホテル ハウステンボスがオープン。
- 2016年
  - 1月19日 長崎県西海市の無人島・長島を取得を発表[20]。
  - 3月25日 - 6月30日 ハウステンボスで初開催となる「ハウステンボスイースター」を開催。
  - 7月16日 王国シリーズ第6弾「ロボットの王国」がスタート
  - 7月23日　スーパータワー花火を開催
  - 9月17日 スリラーシティにヘッドマウントディスプレイを使用したアトラクション、「VRホラーハウス～少女の記憶～」と「サモナーバトル」がオープン。
  - 10月9日 ウォーリーの仮装でギネス記録を目指すイベントを開催。
  - 12月1日 - 8月31日 触れる爬虫類を集めた「サワレルハチュウルイ展」を開催。
  - 12月30日 - 1月9日 ハウステンボスのシンボルタワー、「ドムトールン」を舞台にプロジェクションマッピングショーを開催。(第１弾)
- 2017年
  - 8月1日 バンジージャンプ施設を利用した男性客の命綱が切れ、軽症を負う事故が発生した。事故発生後、社内で原因の究明などにあたっていたが、翌年1月に同施設の再開を断念することを明らかにした。
- 2018年
  - 3月1日 アドベンチャーパーク内メルヘン不思議の森に「天空のレールコースター～疾風～」が登場。[21]
  - 4月28日 2016年に取得した大村湾の長島に、ARを活用した恐竜をテーマにしたアトラクション「ジュラシックアイランド」がオープン。[22]
- 2019年
  - 1月12日 - 2月28日 「ハウステンボス 大カーニバル 仮面舞踏会」開催[23]
  - 2月9日 - 4月14日 「100万本の大チューリップ祭」開催[24]
  - 2月9日 - 6月24日 ミュシャ展を開催[25]。
  - 3月1日 - 5月6日 『映画ドラえもん のび太の月面探査記』を記念したイベント「わくわくムーンアドベンチャー in ハウステンボス」を開催
  - 3月16日 - 5月6日 リアル脱出ゲーム×劇場版しまじろうのわお!「しまじろうとまほうのゆうえんち」長崎公演開催。
  - 4月1日 60･30･14日前までの早期購入でパスポートの料金を割引する「早トク1DAYパスポート」の販売開始。
  - 4月22日 ギネス世界記録に認定された154.2㎏の世界最大の黄金風呂が楽しめる「黄金と水素の湯 ハウステンボス温泉」が場外にオープン。
  - 10月1日 新たな入場区分の「おもいやり」を導入。シニア・妊婦・3歳以下の子供連れ・ペット連れはおもいやり価格で入場可能に。
  - 11月30日 「ONE PIECE サウザンド・サニー号クルーズ 2nd in ハウステンボス」 がスタート。
- 2020年
  - 2月29日 - 3月15日 新型コロナウイルスの感染拡大防止のため、開園以来初の長期臨時休業。
  - 3月16日 - 3月22日 公園と屋外施設が営業再開。屋内施設は休業を継続。
  - 4月6日 - 5月15日 新型コロナウイルス感染症の影響で再び臨時休業。
  - 5月16日 - 5月31日 長崎県在住者のみ入場可能として営業を再開[26]。ハウステンボスは入園者に、マスク持参や、2週間以内に長崎県境を超える移動をしていないことなどの条件を出していたが[26]、6月19日から感染症対策は継続し居住地の制限を撤廃。
- 2021年
  - 1月11日 - 5月31日 九州在住(沖縄除く)の新成人に1DAYパスポートの料金で年間パスポートを購入できる「新成人応援キャンペーン」を実施。
  - 3月20日 スリラーシティ跡地にリアルとデジタルが融合した最先端の新エリア「光のファンタジアシティ」がオープン。[27]
  - 3月20日 ハウステンボス場内を使った街歩き型謎解きゲーム「探偵テンボスと謎じかけの王国」がアトラクションタウンにオープン。
  - 7月10日 博多湾のクルージング船「マリエラ」がハウステンボスにて「ハウステンボスリゾートシップ マリエラ」として就航開始。
  - 8月31日 「IFXシアター Kirara」が新施設オープンの為、クローズ。当日はバルーンリリースのイベントも行われた。
- 2022年
  - 3月25日 開業30周年。当日は開園時に記念式典や1日限りのスペシャルパレードを実施。
  - 4月2日 - 4月3日 開業30周年を記念し、約1000個のランタンを夜空へ放つ「スカイランタン・セレブレーション」を実施。
  - 7月16日 「IFXシアター Kirara」跡地に「～キッズワールド～ ファンタジーフォレスト」がオープン。
  - 8月30日 エイチ・アイ・エスなどの株主が、香港の投資会社PAGに1000億円で売却する方針であることを発表した。売却後も雇用は継続され、営業を継続する[28][29][12]。
  - 11月11日 ハウステンボスの「光の王国」が第10回「イルミネーションアワード」にて10年連続1位を達成。
  - 12月1日 世界最大級、ミッフィーの体験型ショップ＆カフェ「ナインチェショップ」、「ナインチェカフェ」がオープン。
  - 12月21日 「スカイカルーセル」オープンの為、「カルーセル」、「ドラゴンワールドツアー」をクローズ。営業終了後はフォトスポットとして利用できるようにそのまま残されている。
  - 12月22日 世界最大級の高さ15m、日本初の3階建てのカルーセル「～天空メリーゴーラウンド～ スカイカルーセル」がオープン。
- 2023年
  - 3月17日 「ハウステンボス歌劇団」開演10周年としてJRAゲルックホールに「ハウステンボス歌劇大劇場」がオープン、また「ホライゾンアドベンチャー・プラス」が「ホライゾンアドベンチャー」として2度目のリニューアルオープン。
  - 4月9日 アフター5パスポート・3DAYパスポート、オフィシャルホテル宿泊者の1.5DAY・2DAY・3DAYパスポート、翌日1DAYパスポート、1DAYパスポート 早割、おもいやり区分の発売を終了。
  - 4月12日 同日20:50頃、カナルクルーザーの最終便に乗船していた男性が転落する事故が発生し運休。18日より後方デッキへのカメラの設置、デッキ席では腰巻式のライフジャケット着用等の安全対策を実施し、運航再開。[30]
  - 5月8日 「遊園地・テーマパーク感染拡大予防ガイドライン」「長崎Safety」廃止に伴い、コロナ関連の対応を終了。
  - 2月25日 - 4月28日 ハウステンボス初のイースターイベント、「フラワーフェスティバル～花と光のイースター～」を実施。また、初めてミッフィーがパレードに参加。
  - 7月7日 - 9月10日 世界初のランタンが空へ舞い上がる水上ショー、「スペクタクルランタンナイトショー」を実施。
  - 10月1日 代表取締役の坂口克彦が会長執行役員に、併せて高村耕太郎が新代表取締役に就任することが発表された。
  - 10月8日 - 11月5日 パレス ハウステンボスを舞台に 「ホーンテッド・ハロウィーン」を初開催。ハウステンボス史上最高の総面積とキャスト数約3倍という壮大な世界観により、現実と錯覚するほどのリアルなホラー体験を圧倒的スケール感で味わえる。
  - 10月26日 「ウォーターマークホテル長崎ハウステンボス」と「変なホテル」が「ホテルデンハーグ」、「ホテルロッテルダム」と名称を新たにリニューアルオープン[31]。
  - 12月1日 - 12月31日 ミッフィーの大切なお友達「メラニー」が「ナインチェ」1周年を記念して初登場。
  - 12月1日 - 2月29日 アトラクションタウン～アートガーデン間の運河で「運河アイススケート」を期間限定で開催。
- 2024年
  - 1月7日 令和6年成人式典をハウステンボスにて開催。佐世保市成人式に参列する二十歳のゲストは無料で招待された。
  - 1月9日 - 1月12日 働き方改革の一環として4日間の休業を実施。
  - 1月13日 1DAYパスポート、アフター3パスポート、年間パスポートの価格改定を実施。
  - 3月15日 - 5月6日 開業以来、九州3県で小人・未就学児を連れての来場者数が1,000万人を突破した記念に長崎県･佐賀県･福岡県在住で“キッズフリー1DAY パスポート”を購入した大人1名につき4歳から小学生までのお子様1名分の１DAY パスポート料金が無料となる「キッズフリーキャンペーン」を実施された。
  - 3月15日 - 6月30日 ミッフィーの世界観を満喫できる「花の街 ミッフィーセレブレーション」が開催された。
  - 3月29日 旧Dライブシアター跡地に"Xsenseライド「ミッション・ディープシー」"がグランドオープン。
  - 4月27日 アートガーデンに日本最大の音楽噴水ショーの「ウォーターマジック」とダイナミックな水遊びエリアの「スプラッシュ・フィールド」を総称した「ウォーターガーデン」がグランドオープン。
  - 4月27日 - 5月6日 オランダで毎年開催される"キングス・デイ"をテーマにした「キングスウィーク」を初開催。
  - 7月5日 - 9月8日 昨年よりバージョンアップした「スペクタクルランタンナイトショー」や「ウォーターガーデンプール」などが楽しめる夏季限定イベント「スペクタクルサマーフェスティバル」を開催。
  - 9月13日 - 11月4日 昼はミッフィーとメラニーが王冠を被った仮装で登場するパレード「ミッフィーとメラニーのハッピーハロウィーンパレード」、夜は本物の宮殿を舞台にハイクオリティのホラー体験で、大絶叫してやみつきになるほどの爽快感を味わう「ホーンテッド・ハロウィーン」が楽しめる秋季限定イベント「ハロウィーンフェスティバル」を開催。
  - 10月24日 アムステルダムシティ旧カルーセルがあったエリアに世界唯一となる「ミッフィー」のテーマエリアが2025年夏にオープンすることが発表された。
  - 11月6日 一般社団法人 夜景観光コンベンション・ビューロー主催の「International Illumination Award 2024」において、イルミネーションイベント部門 優秀エンタテインメント賞の第１位を昨年に引き続き２年連続で獲得するとともに、イルミネーションにおいて年間を通じて最も優れた施設、 企業等に表彰される「最優秀賞」を受賞し、“日本一”と“世界一”の２つの称号を獲得。
  - 11月8日 - 1月6日 本場ヨーロッパのクリスマスの世界を楽しめる「ヨーロピアン・ホーリー・クリスマス」を開催。ヨーロッパのクリスマスを再現した「クリスマスマーケット」やアムステルダムシティに新たに誕生する暖かな光とシャンパンゴールドの輝きに包まれた期間限定スポットの「クリスマススクエア」などが登場。
- 2025年
  - 1月7日 - 1月10日 働き方改革の一環として前年に引き続き、4日間の休業を実施。
  - 1月11日 - 2月27日 ヨーロッパの街並み一面が “真っ白”に輝く「白銀の世界」を開催。一瞬で”真っ白“な銀世界に変わる 「ファンタジック・スノーナイトショー ～白銀の世界 点灯式～」や雪景色のように“真っ白”なイルミネーションに変わる「光のオーロラガーデン」が登場。

## チケットの種類

### パスポート（入場券）

#### 1日券
- 1DAYパスポート
- アフター3パスポート（15時以降入場券）

#### 複数日券
- 1.5DAYパスポート（1日目15時以降＋2日目の連続した1.5日入場券）
- 2DAYパスポート（連続した2日入場券）

### 年間パスポート
1DAYパスポート約3回分で1年中遊べるチケット。年間パスポート限定特典として場内レストラン10%割引や駐車場無料券等の特典がある。

### プレミアムチケット
アトラクションやレストラン、ショーの優先利用ができるチケット。パスポートとは別途購入が必要。

#### プレミアムチケット～Royal6～
アトラクション6施設やレストラン、ショーの優先利用にラウンジまで使える最上級の体験が出来るチケット。

#### プレミアムチケット～Standard3～
アトラクション3施設やレストランを優先利用できる、パークを賢く楽しめるチケット。

## 施設

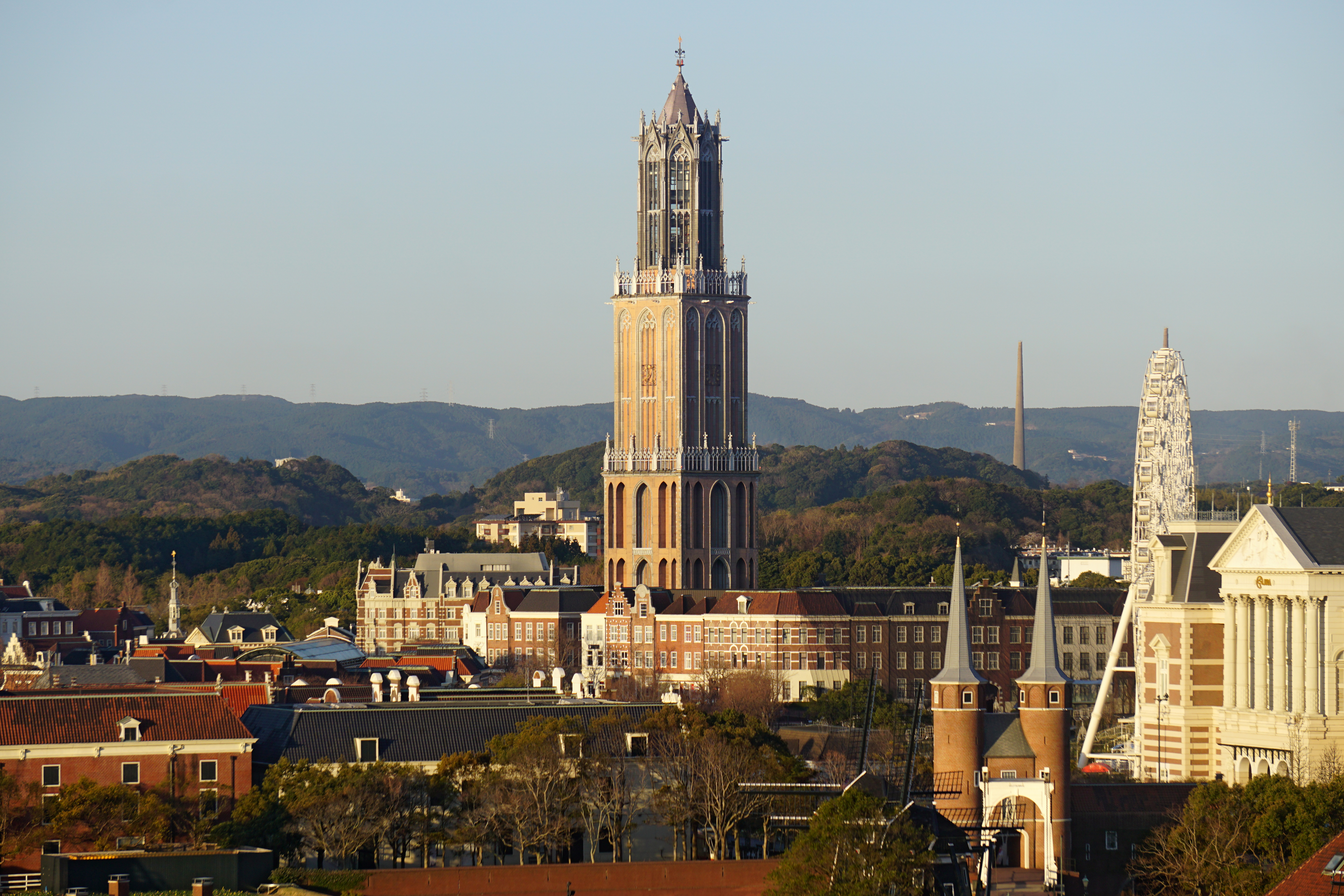
ドムトールン遠望

### 営業中のミュージアム・アトラクション等

#### ウェルカムゲート
- テディベアキングダム
- カナルクルーザー（光のファンタジアシティ行き）
- ゴンドラ遊覧

#### アドベンチャーパーク
- シューティングスター
- 天空の城
- 天空レールコースター ～疾風～

#### アトラクションタウン
- ミッション・ディープシー Xsense Ride（旧Dライブシアター）
- ショコラ伯爵の館
- VRワールド
  - 激流ラフティング
  - ウルトラ逆バンジー
- 探偵テンボスと謎じかけの王国
- ホライゾンアドベンチャー(2023年3月17日リニュアルオープン)
- ハウステンボス歌劇大劇場（ハウステンボス歌劇団のホーム劇場）
- スカイカルーセル
- ～キッズワールド～ファンタジーフォレスト（旧IFXシアター Kirara）
- I.S.ラビリンス
- スーパートリックアート（2014年2月22日リニューアルオープン）

#### 光のファンタジアシティ
- フラワーファンタジア
- 海のファンタジア
- 宇宙のファンタジア
- アスレチックファンタジア
  - YOKERO
  - スカイフロア
- カロヨンファンタジア
- アートファンタジア
- カナルクルーザー（タワーシティ行き）

#### アートガーデン
- 白い観覧車（2011年11月25日オープン）高さ48mで、冷暖房完備のゴンドラが32基設置。およそ11分で一周し、夜は約7万個のLEDが点灯する。総工費は約5億円。

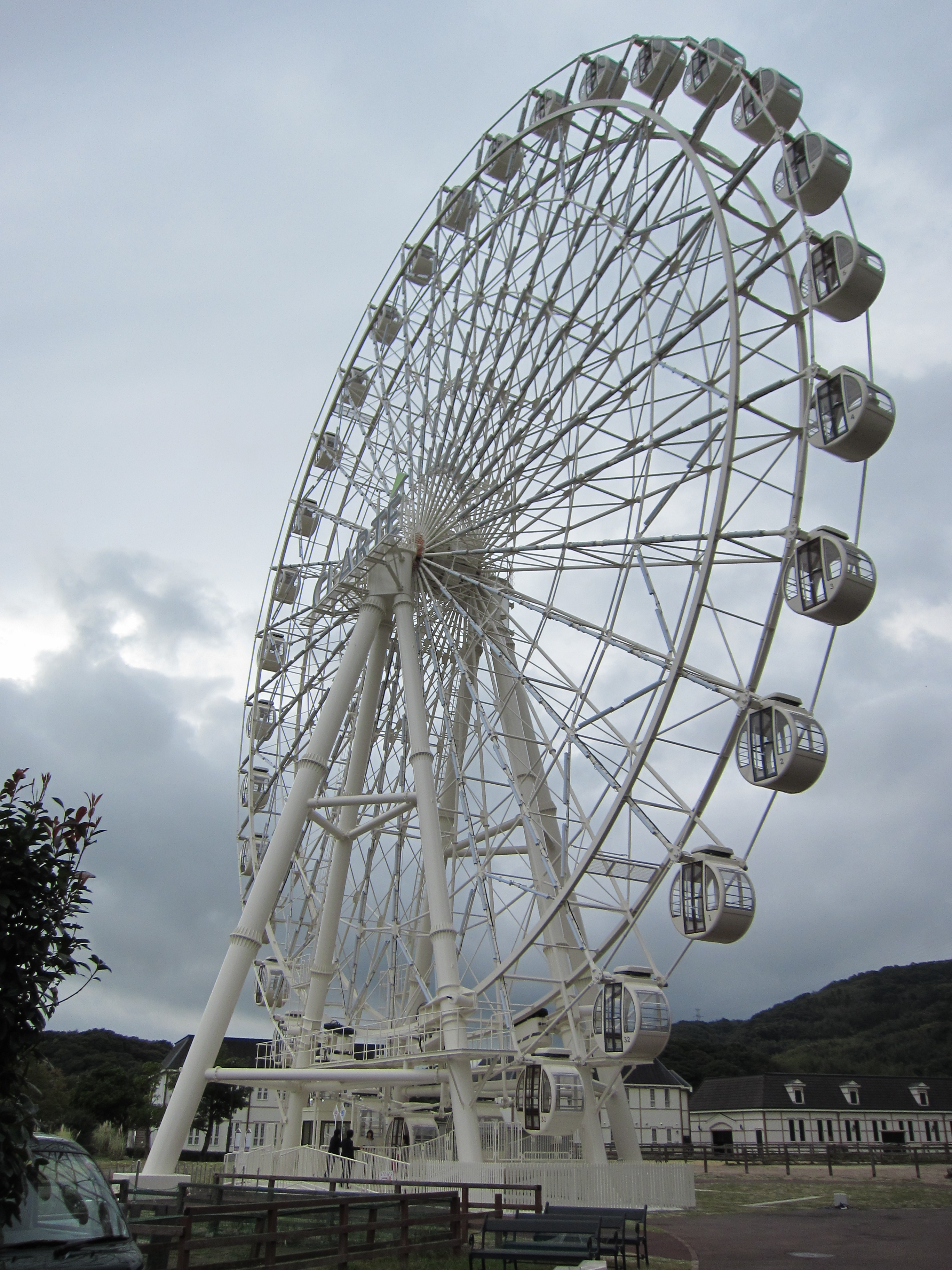
白い観覧車

- ホースランド

#### アムステルダムシティ
- ギヤマンミュージアム
- 釣りアドベンチャー

#### タワーシティ
- ドムトールン - 高さ105m、ハウステンボス内で最も高い建築物。オランダ最古とされるドム教会の鐘楼をモデルとしている。5階（地上80m）と4階（地上65m）に展望室がある。
- カナルクルーザー（フラワーロード行き）

#### ハーバータウン
- ポルセレインミュージアム
- GO&GO!! SNIPER GAME
- パレス ハウステンボス（ハウステンボス美術館）
- ジュラシックアイランド

### 閉館したミュージアム・アトラクション等

#### ウェルカムゲート（旧ブルーケレン）
- エッシャーマジックライド（1999年4月から10月の期間限定。跡地はレンタサイクル店「フィッツ」）
- ジパング探偵倶楽部

#### フラワーロード（旧キンデルダイク）
- ミュージアムモーレン

#### アドベンチャーパーク（旧ブルーケレン）
- メルヘン不思議の森
- ザ・メイズ
- ふわふわランド（2022年7月15日終了）
- どうぶつトロッコ
- ふれあいどうぶつコーナー
- 恐竜の森(2024年9月30日終了)

#### アトラクションタウン（旧ニュースタッド）
- ミステリアス・エッシャー（旧：天星館/2015年1月18日クローズ）
- SMTOWN HOLOGRAM CONCERT（旧：ミステリアス・エッシャー）
- a-nationホログラムシアター（旧：SMTOWN HOLOGRAM CONCERT/2017年1月22日クローズ）
- キラリ館（旧：a-nationホログラムシアター/旧名称：涙箱）
- Dライブシアター（旧：キラリ館）
- ワンダーホイール（搭乗型移動支援ロボット Air WheelS3に搭乗できる他ドローンの操縦体験ができる）
- 天星館
- グランオデッセイ（旧：天星館）
- VRの館（旧グランオデッセイ/VRワールドにリニューアル）
- 宇宙帆船館
- フライト・オブ・ワンダー（旧：宇宙帆船館/2012年5月16日クローズ）
- ONE PIECE ライドクルーズ 〜FOR THE NEW WORLD〜 in ハウステンボス（旧：フライト・オブ・ワンダー）

クローズ）
- VR-KING（旧ONE PIECE ライドクルーズ 〜FOR THE NEW WORLD〜）
- バハムートディスコ
- ホライゾンアドベンチャー・プラス（ホライゾンアドベンチャーへリニューアル）
- ノアの劇場:エコロジア
- 機動戦士ガンダムスペシャルシアター
- お絵かき水族館
- ロボットの館
  - バトルキング
- チャイルドキングダム（キッズ・ファクトリーから移転/ミューズホール建設のため終了）
- キンダージム
- 恐竜ランド（旧キンダージム/2024年6月30日クローズ）
  - みんなの恐竜
  - 恐竜バスケット
- IFXシアター Kirara（旧ノアの劇場/2021年8月31日クローズ）
- MUSE HALL（ミューズホール）（ハウステンボス歌劇団のホーム劇場、2023年3月12日クローズ）

#### アートガーデン
- ルフティ・バルーン
- ドームシアター i-4
- ドームシューティング360（2014年12月13日プレオープン/30日グランドオープン）
- 光のバンジージャンプ（事故により2017年8月2日で営業中止）
- クレイジーハンマーキング

#### 光のファンタジアシティ（旧ミュージアムスタッド/スリラー・ファンタジー・ミュージアム,スリラーシティ）
- クリスタル・ドリーム - マイケル・ジャクソンが訪問した際、絶賛したので世界的に有名になった。（2009年6月30日クローズ）
- MEGA3D 360°（旧クリスタル・ドリーム/システムプロ倒産のため閉館）
- ザ・キャッスル・オブ・ザ・デッド
- ダンジョン・オブ・ダークネス
- 愛のホラーハウス（2014年11月15日オープン/日本の怪談屋敷横）
- 柿右衛門ギャラリー
- 監禁病棟（2013年7月13日オープン/2016年3月5日リニューアルオープン/フジテレビショップ跡地）
- オルゴール・ファンタジア（2009年5月10日クローズ）
- メロディ・イン・ザ・ダーク〜オルヘル・ハウス〜（旧：オルゴール・ファンタジア/2016年8月31日クローズ）
- VRホラーハウス～少女の記憶～
- カロヨンシンフォニカ（2009年5月10日クローズ）
- ゴースト・ウエディング〜カロヨン・ミュージアム〜（旧：カロヨンシンフォニカ/2016年8月31日クローズ）
- サモナーバトル
- シーボルト出島蘭館
- フォーチュン・チェンバー（旧：シーボルト出島蘭館）
- 日本の怪談屋敷
- ナイトメア・ラボ（旧：フォーチュン・チェンバー/2017年2月28日クローズ)
- VR心霊百物語～廃病院～
- アニメワールド（2009年6月30日クローズ）
- コムタチン・コムタチン・ミュージアム（旧：アニメワールド）
- スプーキーホール（旧：コムタチン・コムタチン・ミュージアム/2011年1月16日クローズ）
- パンプキンハウス（旧：スプーキーホール）
- デジタルホラーハウス サバイバー・フロム・ザ・ゾンビラボ（2012年4月28日オープン/5Dミラクルツアー2階）
- 5D MIRACLE TOUR（旧：パンプキンハウス/2011年4月29日オープン）
- アメージングジャーニー インフィニティ
- 太鼓の達人 3Dプロジェクションマッピング

#### アムステルダムシティ（旧ビネンスタッド）
- キッズ・ファクトリー
- リンクファンタジア
- カルーセル（スカイカルーセルのオープンに伴い、2022年12月21日クローズ）
- DRAGON WORLD TOUR（2022年12月21日クローズ）
- パサージュギャラリー（2024年9月16日クローズ）

#### ハーバータウン（旧スパーゲンブルグ）
- 大航海体験館（2008年6月30日クローズ/
- 海上3Dシアター ボンボヤージュ（旧：大航海体験館）
- HTBハーバーシネマズ（旧：海上3Dシアター ボンボヤージュ）
- GHOST BLAST（旧：HTBハーバーシネマズ）
- 龍馬伝館（2011年02月28日クローズ）
- ザ・バーチャル
  - VRフォーミュラ
  - AIR TONE
  - 迫りくる愛のささやき
  - VR心霊物語～廃病院～（VRコンテンツ体験のみ）
  - HANZO
- ゲームミュージアム
- 咸臨丸（2003年売却）
- デリーフデ号乗船体験
- サウザンド・サニー号クルーズ（ラグーナテンボスでも運航終了）
- ミニメリー号にのろう

#### 場外・パークワイド
- チューリップホテル（場外）
- モンスターレーダー
- ハウステンボスARクエスト
- リアルモンスターバトル
- セグウェイツアー

### ハウステンボスオフィシャルホテル
ハウステンボス場内と場外に7件のオフィシャルホテルがある。オフィシャルホテル宿泊者専用パスポートといった特典が利用できる。ホテルでハウステンボス各種パスポートも扱う。
このうち、ハウステンボスの直営ホテルという扱いで「ハウステンボスオフィシャル5ホテル」と称されている。オフィシャルホテルとしての特典の他、開園前の先行入場、ハウステンボス入場口近くから手荷物配送、ハウステンボス入場口近くの宿泊者専用駐車場の無料利用などの特典を得る（特典内容はホテルにより異なる）。
このうち、ハウステンボス5ホテルを除く2件のホテルのみがオフィシャル&パートナーシップホテルと称されることもある。

#### 場内
ホテルヨーロッパ
客室数328。"ハウステンボス最上級ホテル" と称される、ハウステンボスを代表するホテル。内海を持ち、専用のカナルクルーザーでホテルに入ることができる。運営はハウステンボス株式会社。ハウステンボス5ホテルズ。
ホテルアムステルダム
客室数202。パークのほぼ中心に位置し、2件の内部庭園をもつ。運営はハウステンボス株式会社。ハウステンボス5ホテルズ。
ハウステンボスのテーマパークゾーン内にあるため、宿泊の際にはハウステンボスのパスポートが必ず必要であるが、宿泊者はハウステンボスの開園時間外も含め、基本的に時間制限なくパーク内に入ることができる。
フォレストヴィラ
コテージ105戸。森の中の湖畔にある雰囲気を持たせている。運営はハウステンボス株式会社。ハウステンボス5ホテルズ。
ホテルデンハーグ
客室数228。ハウステンボスのハーバーゾーンに位置するオーシャンフロントホテル。ハウステンボス5ホテルズ。
設立時は「ホテル デンハーグ」として開業し、2009年7月に休館。2011年7月に「ウォーターマークホテル長崎ハウステンボス」に改称し、再開。再開後の一時期、"英語公用語ホテル"と称し、ホテル内での案内等は原則として英語で行われていたことがある。
2023年10月26日に再び名称を「ホテルデンハーグ」へ戻し、ホテル運営を再開。
場内ホテル宿泊者(ホテルデンハーグ含む)は入国口、マリンターミナルの場内ホテル手荷物預かり所で荷物を預け各ホテルまで届けてもらうことができる。
但しマリンターミナルの場内ホテル手荷物預かり所はホテルデンハーグは対象外

#### 場外
ホテルロッテルダム
客室数144。ハウステンボス出国棟より外周を西へ徒歩10分程度。運営はハウステンボス株式会社。ハウステンボス5ホテルズ。
2015年7月17日、東京大学生産技術研究所や鹿島建設などと共同で開発したスマートホテル構想に基づくローコストホテル・「変なホテル」 として開業し、接客を含む運営の多くをロボットに任せるなどの特徴を持っていた。
2023年10月26日、ハウステンボス直営となったことで「変なホテル」グループから離脱し、ハウステンボスホテルズのカジュアルホテルとして全面リニューアルし、「ホテルロッテルダム」として再オープン。
ホテルオークラJRハウステンボス
客室数320。ハウステンボス入国棟東側に隣接し、専用ハーバーからカナルクルーザーで入出国できる。JR沿線から見える一番手前の建物。天然温泉「琴乃湯」がある。オークラホテルズ&リゾーツ系列。運営はJR九州ハウステンボスホテル株式会社（JR九州グループ）で、JR九州グループホテル/JRホテルグループでもある。
1995年6月に全日空ホテルズのフランチャイズにより「ハウステンボスジェイアール全日空ホテル」として開業、2012年3月末でIHG・ANA・ホテルズ（以前の全日空ホテルズ）とのフランチャイズ契約が期間満了。2012年4月1日にオークラホテルズ&リゾーツに加盟し、現名称に改称。
ホテル日航ハウステンボス
客室数388。ハウステンボス出国棟西側に隣接し、専用ゲートより再入国できる。ニッコー・ホテルズ・インターナショナル系列。運営はナバ開発株式会社（長崎バスグループ）で、長崎バスホテルズ でもある。

### その他サービス施設
迎賓館
客室数8。オランダ王室等のVIP宿泊用に設けられたホテルヨーロッパの別館。
- 過去宿泊した主な著名人
  - 天皇・皇后 （現：上皇・上皇后）- 2002年11月、全国豊かな海づくり大会臨席時
  - 秋篠宮文仁親王・紀子妃夫妻 - 1993年3月
  - ベアトリクス女王
  - マイケル・ジャクソン
  - ジャネット・ジャクソン

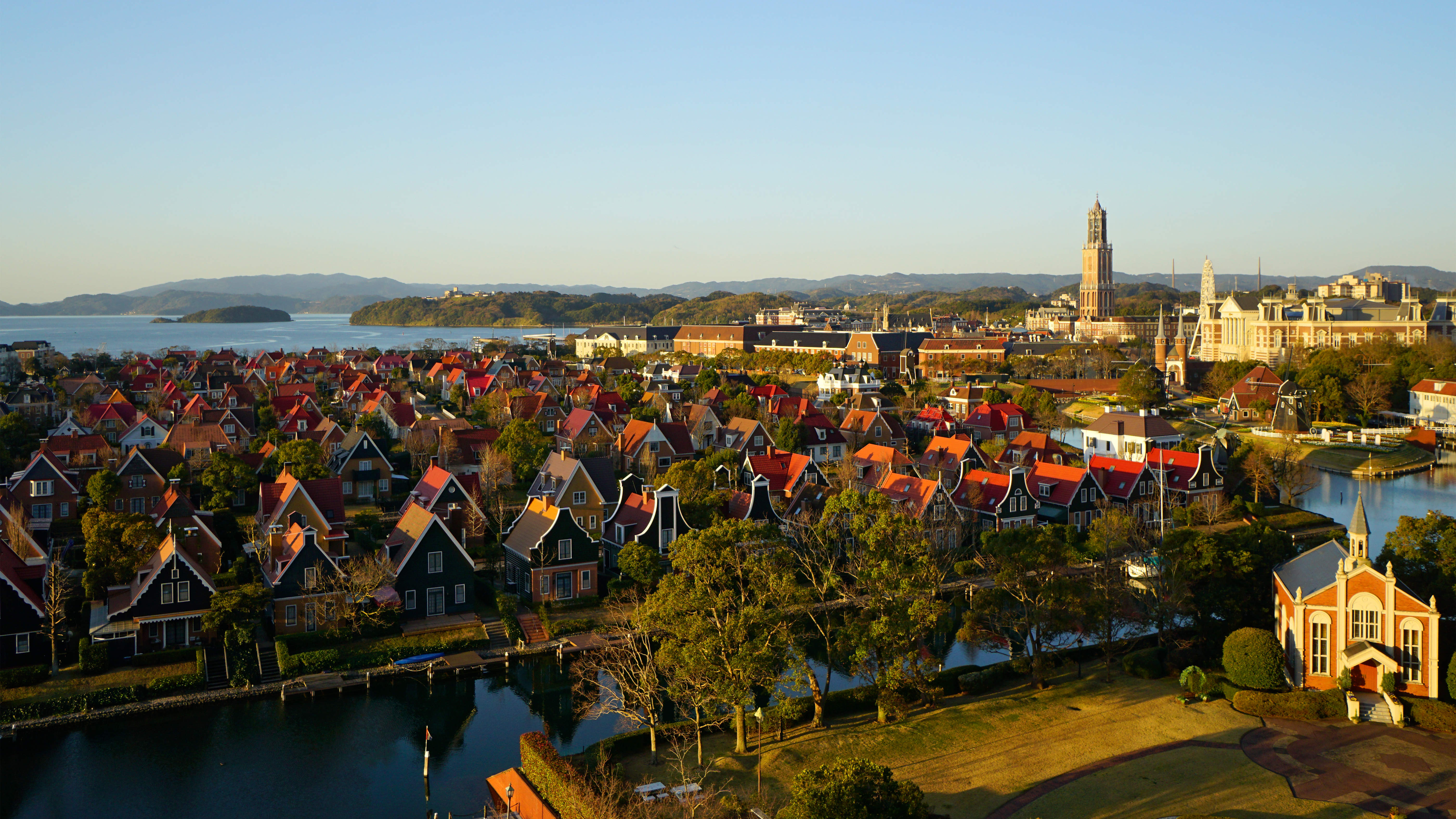
ワッセナー
ハウステンボスの西側に位置する、分譲住宅街。オランダに実在する高級住宅街の名を冠して、ハウステンボスと一体で開発された。すべての住宅が運河に面しており、多くの住宅には個別の桟橋も設けられている。一戸建ての他、共同住宅（マンション）もある。
テーマパークゾーン、ハーバーゾーンのいずれにも含まれず、ゲーテッドコミュニティとなっているため、ワッセナーの区画全体に居住者および関係者以外は立ち入ることができない。
ハウステンボスマリーナ、ハウステンボスハーバー
ハウステンボスの北西に位置する、公共マリーナ。ハウステンボス開業当初からハウステンボス運営のマリーナであったが、2011年4月に長崎県に譲渡された。
現在は長崎県の施設として、指定管理者制度により2019年4月からは株式会社ユニマットプレシャス（ユニマットグループ）が運営している。一般には「ハウステンボスマリーナ&ハーバー」という名称で案内されている。
インフォメーションセンター
入国インフォメーションセンター（ウェルカムゲート）と中央インフォメーションセンター（アムステルダムシティ）の2か所が利用可能。パーク内の案内や迷子の保護、車椅子レンタルや忘れ物の問い合わせ等の総合案内を行っている。
ATMコーナー
ウェルカムゲートと中央インフォメーションセンターの2か所で利用可能。
ウェルカムゲートではイオン銀行ATM、中央インフォメーションセンターではE-netのATMが利用可能。
救護室「First Aid」
中央インフォメーションセンター横の建物にて軽いけがなどの応急手当を行っている。
10:00-21:00は看護師が常駐しており、それ以外の時間帯はホストクルーにて対応を実施。
医師が常駐していないため、医療行為や医薬品の提供は行っていない。

## 登場作品
アニメ・特撮（ロケ地など）
- 王様戦隊キングオージャー（テレビ朝日） - 2023年3月 - 2024年2月。国の一つであるイシャバーナは当パークをベースにしている。
- 名探偵コナン 第342話「ハウステンボスの花嫁」 - 2003年11月17日放送。

映画
- ミンボーの女(1992年・東宝) - 当時開業前のホテルヨーロッパを丸ごとロケ地として使用。
- 笑う大天使（2005年）

その他
- クロノス（フジテレビ） - 2007年4月30日放送。
- ジャンプ!○○中（フジテレビ） - 2008年2月13日放送。
- run for money 逃走中（フジテレビ） - 2007年4月7日、2010年3月24日、2011年7月5日放送。
- 逃走中 Battle Royal（Netflix） - 2022年11月15日公開。
- ガンスリンガーストラトスリローデッド　ハウステンボスステージ

## アクセス

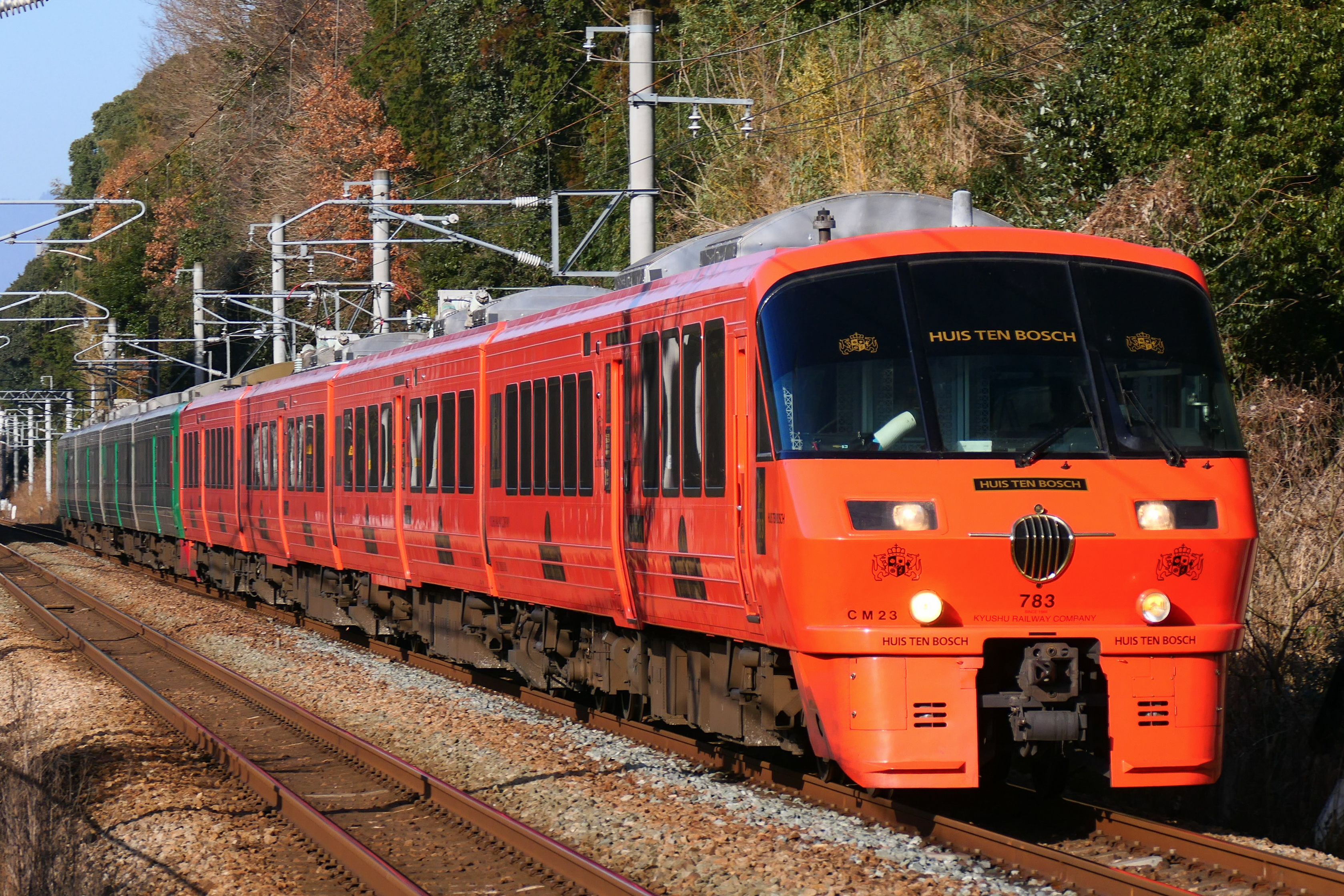
特急「ハウステンボス」

位置情報
- 北緯33度05分11.40秒 東経129度47分12.87秒 / 北緯33.0865000度 東経129.7869083度
- 川棚(長崎) - 地理院地図
- ハウステンボス駅 - Google マップ

鉄道
ハウステンボス駅下車徒歩5分
船舶
長崎空港から場内ハーバーゾーン内のマリンターミナル着
バス
長崎空港・長崎駅・佐世保駅から西肥自動車
福岡空港・博多バスターミナルから西肥自動車・西鉄高速バス「ハウステンボス線」

## テレビ番組
- 日経スペシャル カンブリア宮殿 逆境からの復活劇 ～不可能を可能にしたカリスマ社長～（2012年2月23日、テレビ東京）[37]

## 書籍

### 関連書籍
- 『ハウステンボス物語 男たちの挑戦』（著書:上之郷利昭）（1992年3月31日、プレジデント社）ISBN 9784833470049
- 『ヒューマンウェアのホテル学 ハウステンボスの思想と戦略』（著書:窪山哲雄）（1993年4月16日、日本経済新聞社）ISBN 9784532160920
- 『ハウステンボスの挑戦』（著書:神近義邦）（1994年1月15日、講談社）ISBN 9784062064071
- 『長崎・ハウステンボス図鑑』（著書:講談社）（1994年3月15日、講談社）ISBN 9784062068567
- 『ハウステンボス 設計思想とその展開』（編者:日本設計）（1994年12月5日、講談社）ISBN 9784062060219
- 『ハウステンボス・エコシティへの挑戦』（著書:池田武邦）（1999年6月20日、かもがわ出版）ISBN 9784876994618
- 『ハウステンボス』（著書:昭文社）（2000年2月4日、昭文社）ISBN 9784398228338
- 『ハウステンボス周辺の今昔』（著書:長島俊一）（2005年6月1日、地方小出版流通センター）ISBN 9784902863048
- 『千年の街ハウステンボス物語』（著書:蒼木凛々）（2010年4月1日、文芸社）ISBN 9784286086798
- 『超高層から茅葺きへ ハウステンボスに見る池田武邦の作法』（著書:井川聡）（2012年4月1日、海鳥社）ISBN 9784874158425
- 『運をつかむ技術 18年間赤字のハウステンボスを1年で黒字化した秘密』（著書:澤田秀雄）（2012年9月27日、小学館）ISBN 9784093882644
- 『オランダの民族衣装 ハウステンボス所蔵人形』（著書:大原昭子）（2015年3月1日、リフレ出版）ISBN 9784862238214